# نادي ريميني
نادي ريميني 1912 (بالإيطالية: Rimini F.C. 1912)‏، أو كما يُعرف باسم نادي ريميني (بالإيطالية: Rimini FC)‏ هو نادي كرة قدم إيطالي تأسس في عام 1912، ويقع مقره في مدينة ريميني.
أُعيد تأسيس النادي في عام 2016 بسبب الإفلاس، ليصبح اسمه كما هو عليه اليوم، بعدما كان يٌعرف باسم إيه سي ريميني 1912 (بالإيطالية: Associazione Calcio Rimini 1912)‏.
يلعب الفريق حالياً في دوري السيريا دي تحت إشراف الاتحاد الإيطالي لكرة القدم. ألوان الفريق الاعتيادية هي الأبيض والأحمر ولهذا بعرف باسم بيانكو روسو (بالإيطالية:  bianco-rosso)‏ أي الأبيض والأحمر. يلعب الفريق مبارياته الرسمية على ملعب روميو نيري والذي يتسع لحضور 9,768 ألف متفرج.